# Antemensale

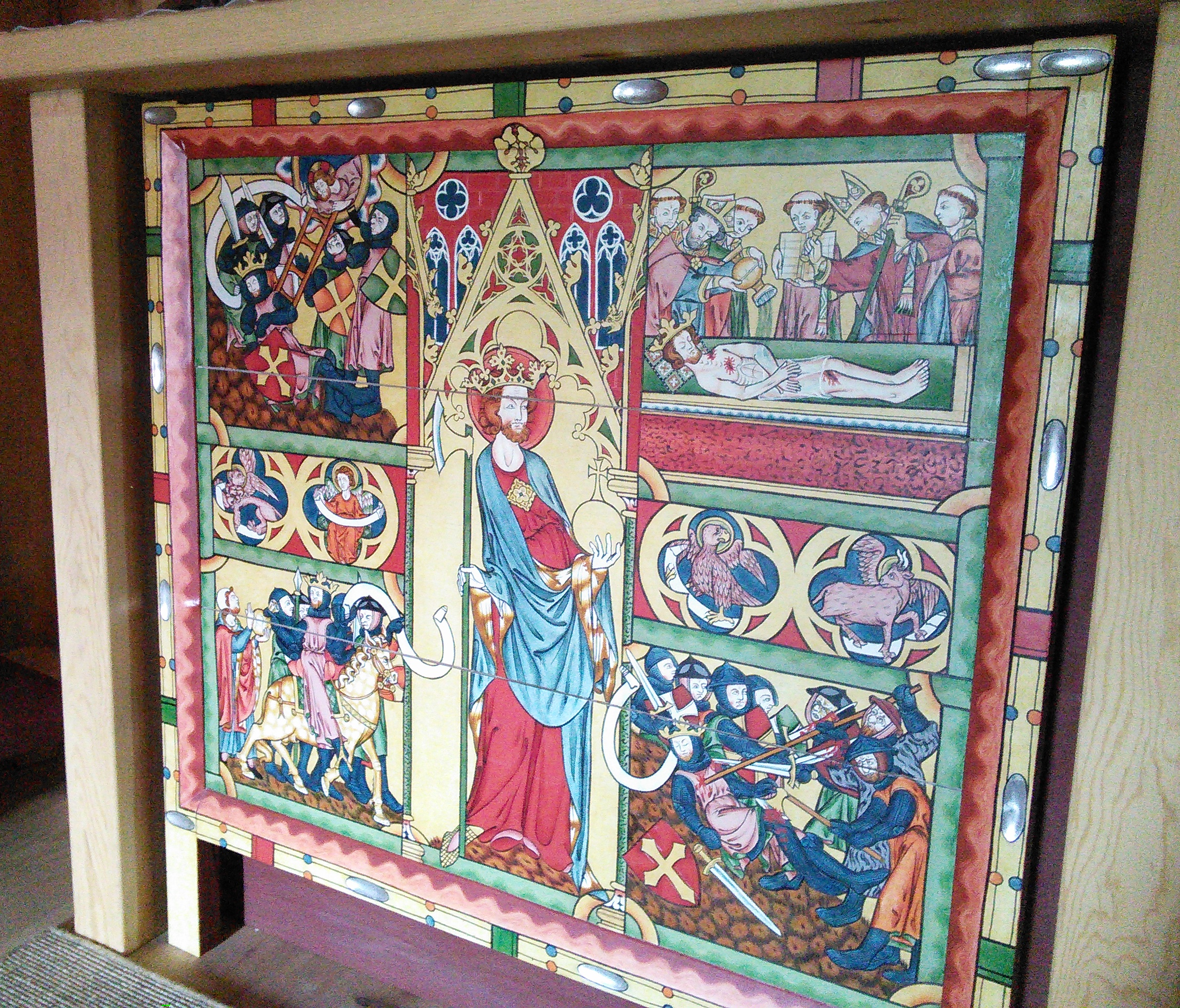
En kopia av antemensalet kallat Olavsfrontalet. Heimaeys stavkyrka, Island (2000).

Antemensale, eller altarförstycke, är en målad eller skulpterad, ofta förgylld, skiva av trä eller metall som täcker altarets framsida i en kyrka. Antemensalet ersattes under medeltiden av ett antependium.
Det norska Olavsfrontalet i Nidarosdomen, Trondheim, är ett antemensale från tidigt 1300-tal, som  visar historien runt Olof den helige Antemensalets äldre historia är inte känd, men det verkar ha fraktats till Danmark under den dansk-norska tiden, då det fanns i Köpenhamn från 1691. Olavsfrontalet lämnades till Nidarosdomen 1930, och i samband med 1000-årsminnet av Islands kristnande överlämnades en kopia till den nyuppförda Heimaeys stavkyrka på Västmannaöarna, som byggts som en kopia av en norsk stavkyrka.

## Broddetorpsantemensalet
Broddetorpsantemensalet, från Broddetorps kyrka, som är utställt i den permanenta utställningen om medeltida kyrkokonst i Historiska museet i Stockholm.

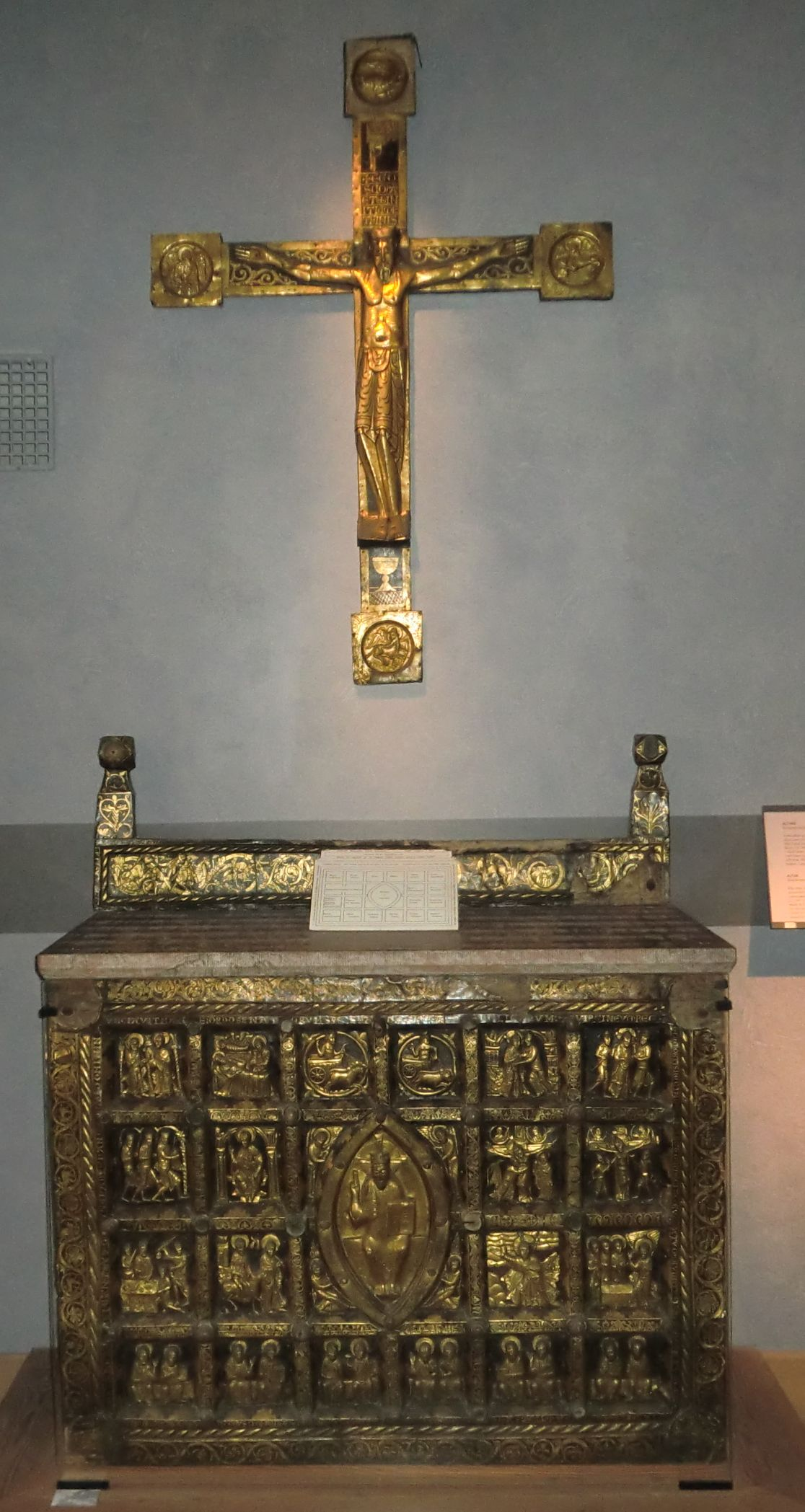
Altaret är placerat under ett krucifix, och täcks av antemensalet.
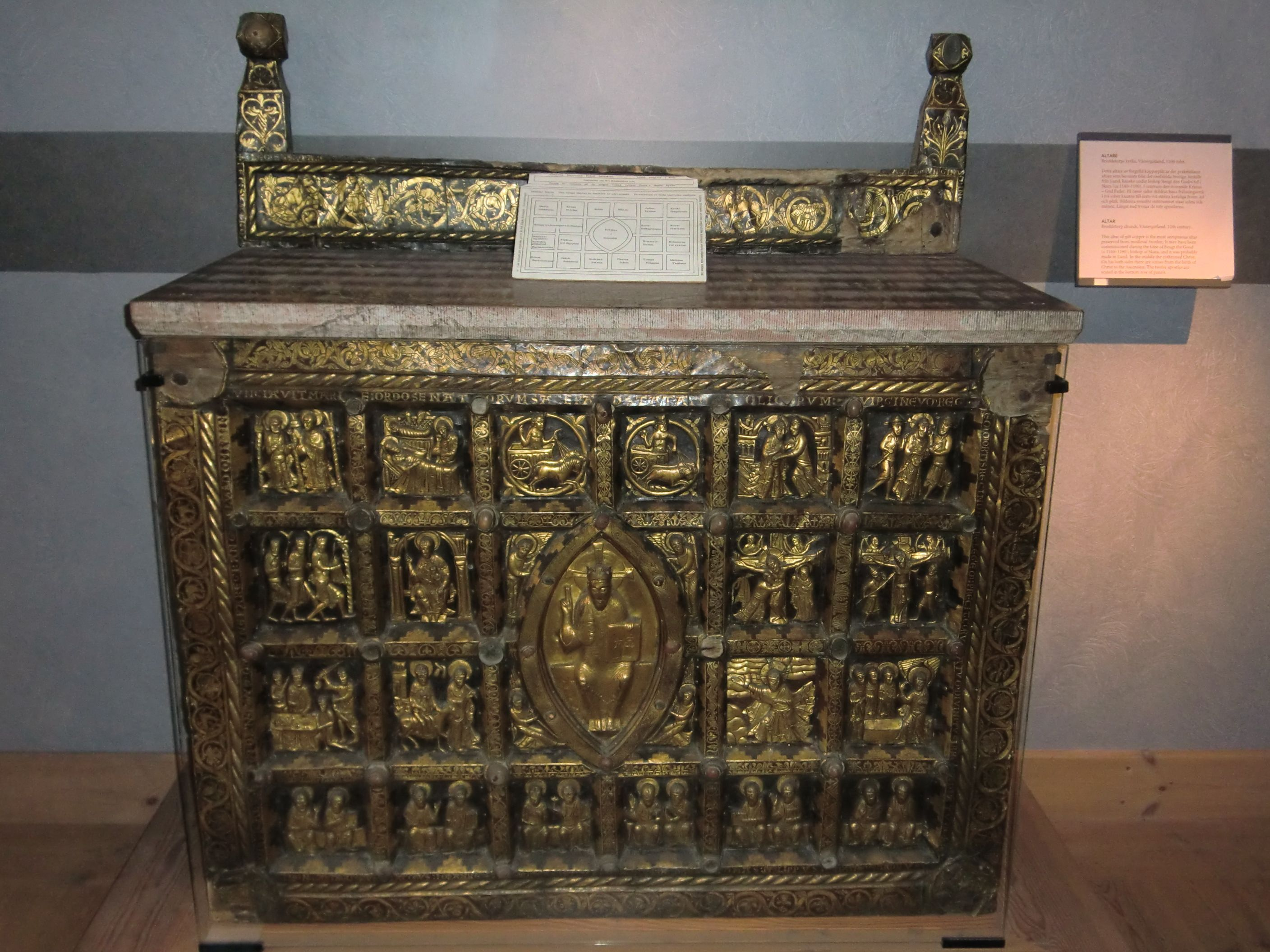
Altare och antemensale.
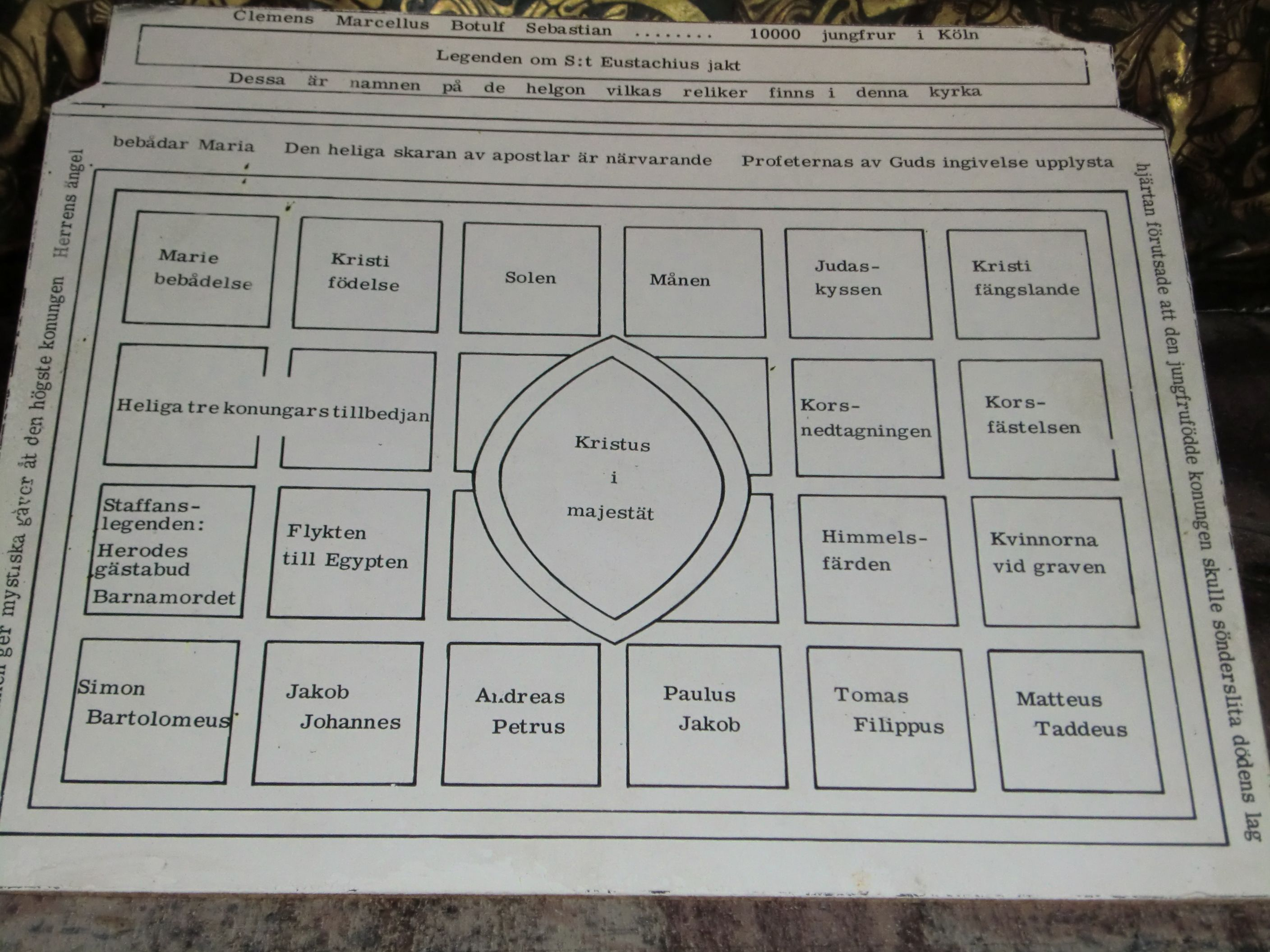
Förklaring till bilderna på antemensalet.
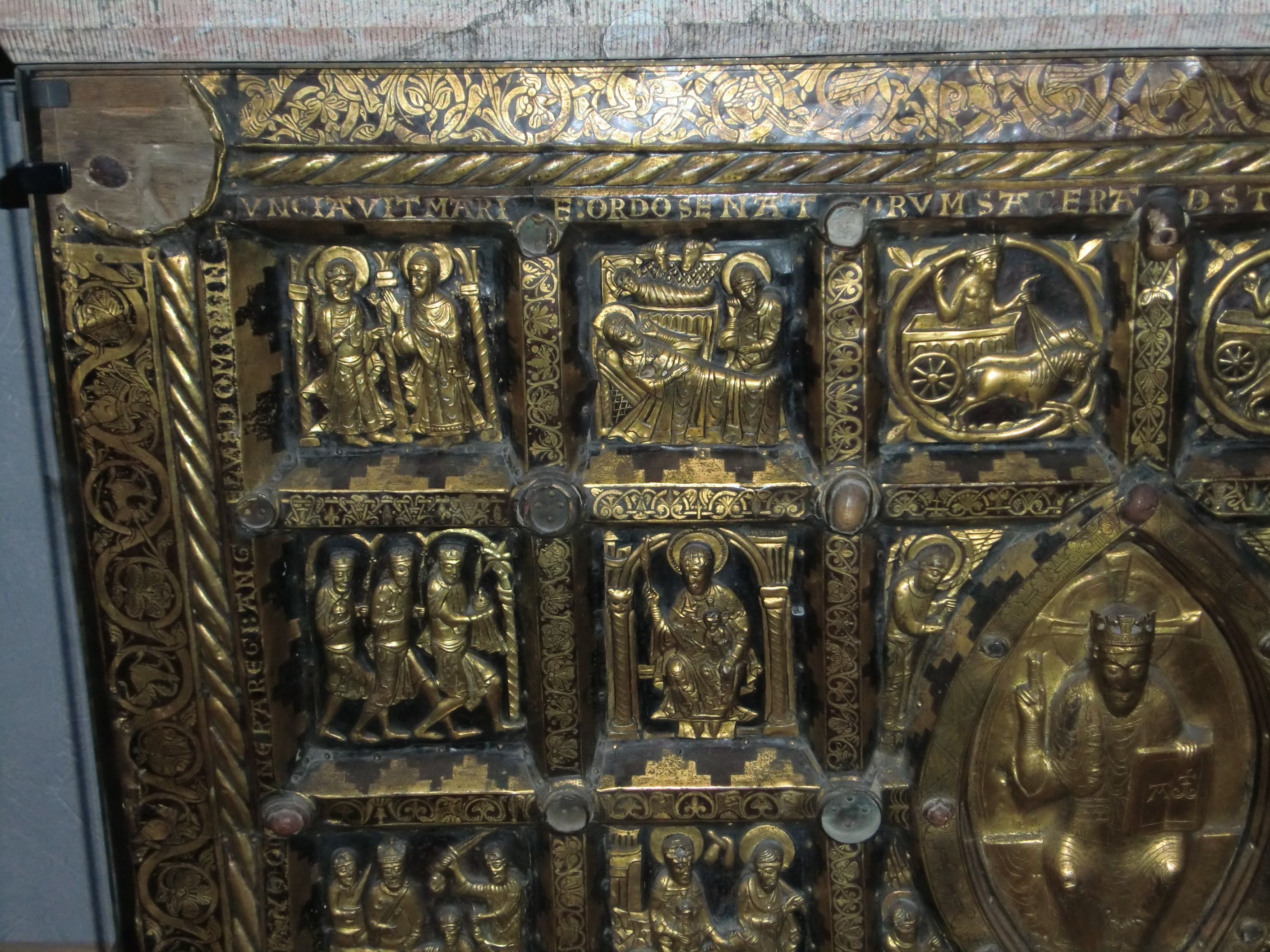
Närbild av övre vänstra hörnet.